# يوتران

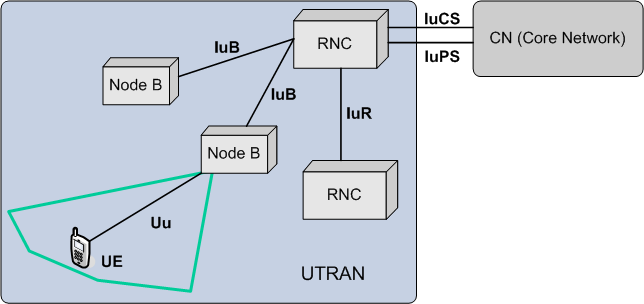
اسلوب عمل شبكة يوتران

يوتران (UTRAN) وهو اختصار لجملة UMTS Terrestrial Radio Access Network ، وهو مصطلح يعني محطة نقل وشبكة راديو وحدات تحكم والتي تشكل شبكة UMTS اللاسلكية. وهذه الشبكة هي شبكة اتصالات يشار اليها بشبكة اتصال من الجيل الثالث , لجيل التقنية اللاسلكية للاتصالات النقالة ، يمكن من خلالها تنفيذ العديد من أنواع حركة المرور من مبدلة الدائرة للشبكة في الوقت الحقيقي لحزمة تحول الملكية الفكرية القائمة , تسمح شبكة يوتران بالربط بين رقائق (معدات مستخدم) ، والشبكة الأساسية , وكما تحتوي شبكة يوتران على محطات قاعدية والتي تسمى عقدة بوليفيانو ، وشبكة راديو ووحدات تحكم , وكما توفر الشبكة وظائف مراقبة عقد بوليفيانو .
وهناك أربع واجهات ربط لشبكة يوتران سواء كانت داخليا أو خارجيا مع الكيانات الفنية الأخرى وهي : Iu, Uu, Iu, . واجهة Iu هي الواجهة الخارجية التي تربط الشبكات الفرعية المنتشره مع الشبكة الأساسية يوتران , واجهة Uu هي واجهه لربط عقدة بوليفيانو (ب) مع معدات المستخدم . واجهة Iub هو واجهة داخلية تربط شبكة يوتران مع عقدة بوليفيانو (ب) , واجهة Iu هي واجهه تربط بين شبكات يوتران مع بعضها البعض.